# 越胡
越胡，一种胡琴，为越剧的主要伴奏乐器之一。越胡出现于1930年代，专用于越剧伴奏。形制大小类似高胡，但琴筒为正六边形。越胡的材质以红木制作。传统是以乌蛇皮作为发声源，因乌蛇皮寿命较短，现多用小蟒皮。1930年代，越剧兴盛，越剧多以南胡伴奏，后改用越胡。闽剧的主胡有时也采用越胡。